# Кобланды-батыр (эпос)
Кобланды́-баты́р (каз. Қобыланды батыр) или Каракипчак Кобланды (каз. Қарақыпшақ Қобыланды) — казахский героический эпос.

## Сюжет
Образцы «Кобланды-батыр», переданные жырау-жыршы Марабаем, Мергенбаем, Биржаном, Айсой, Нурпеисом, Шапаем, Мурыном, Досжаном, Кулзаком, Кошелеком, Нуртуганом, отличаются друг от друга, однако общим для них остаётся эпическое отражение народной жизни.
В основе сюжета борьба батыра Кобланды, предводителя казахского рода кыпчак, с захватчиками кызылбашами. Согласно исследованиям М. Тынышпаева, Кобланды — реальная историческая личность и жил в XV веке. По другим сведениям, могила его находится на берегу реки Хобда (совр. Актюбинская область). Традиционные эпические мотивы — чудесное рождение героя от престарелых родителей, героическое сватовство (победа в состязаниях женихов) и женитьба на красавице Куртке (типичная эпическая фигура жены — мудрой советчицы), воспитавшей для мужа богатырского коня Тайбурыла. В походах Кобланды помогают батыры Караспан и Орык, дочь хана Кобикты Карлыга, которая избавила батыров от ханского плена. Кобланды отказывает в любви Карлыге, и она в гневе ранит его. Карлыгу усмиряет лишь сын героя Богенбай. Эпос завершается свадьбой Кобланды и Карлыги.

## Стиль и структура
В эпосе «Кобланды-батыр» для передачи чувств и настроений героев, описания событий и явлений использовались различные художественные приёмы: образные сравнения, эпитеты, гиперболы, антитезы и др. Структура эпоса «Кобланды-батыр» лаконична, редко встречаются повторения и отступления. Для поэтики эпоса «Кобланды-батыр» характерны плачи матери, сестры и жены героя во время разлуки с ним.

## Варианты
Самый древний вариант «Кобланды-батыр» не сохранился. В XIX веке эпос записывали со слов сказителей и акынов (Марабая, Мергенбая, Биржана, Нурпеиса, Мурына, Шапая, Досжана, Кабыла, Суюншала, Даулетше и др.). Известно 29 вариантов эпоса в стихотворной форме. Из них 26 — о ратных подвигах о Кобланды, три посвящены Богенбаю и Киикбаю, сыновьям батыра.
Исследователями выделяется вариант Даулетше, который по идейно-художественным достоинствам близок к варианту Марабая, записанного со слов сказителя Ибраем Алтынсариным. Фрагмент эпоса о походе Кобланды против хана Казана, Алтынсарин поместил в «Киргизскую хрестоматию» (1879).

## Публикации
Самые ранние (неполные) записи поэмы были сделаны во второй половине XIX — начале XX веков и были опубликованы в газетах и научных журналах (например, «Киргизская степная газета», 1899 год). В 1914 году полный вариант поэмы «Кобланды-батыр», записанный со слов акына Биржана Толымбаева в 1890-е годы (Карабалыкская волость Кустанайского уезда), был издан учителем Махмутсултаном Туякбаевым на основе арабской графики в Казани.
Отрывки «Кобланды-батыра» в разные годы публиковали Василий Радлов, Григорий Потанин, Абубакир Диваев (1922), Сакен Сейфуллин (1932), Сабит Муканов (1939) и др. Художественные особенности героического эпоса рассматривали в своих научных трудах Алихан Бокейханов, Мухтар Ауэзов, Алькей Маргулан, Хажим Жумалиев, Малик Габдуллин, Бейсембай Кенжебаев, Рахманкул Бердибаев, Ауелбек Коныратбаев, М. Туякбаев и др. Учёные О. Нурмагамбетова, М. Гумарова и др. проводили текстологические исследования и записали полный вариант эпоса «Кобланды-батыр». Образцы эпоса хранятся в Центральном банке Национальной академии наук Казахстана.

## Популяризация
В феврале 2019 года тогдашний министр информации и коммуникации Казахстана Даурен Абаев объявил о запуске республиканского просветительского проекта «Qazaq Epos». К этой инициативе планировалось привлечь 50 тысяч школьников, которые должны были выучить наизусть эпос «Кобыланды батыр». Победители районного этапа могли получить 150 тыс. тенге, а областного — 1 млн тенге. «В мире нередко проводятся такие конкурсы, например, Шекспировские чтения в англоязычных странах или Пушкинские — в России. Цель их одна: донести до подрастающего поколения красоту и богатство родного языка, красоту поэтического наследия наших предков», — отметил министр.